# Thomasomys aureus
Thomasomys aureus är en däggdjursart som först beskrevs av Robert Fisher Tomes 1860.  Thomasomys aureus ingår i släktet paramoråttor och familjen hamsterartade gnagare. Inga underarter finns listade i Catalogue of Life.
Thomasomys aureus når en kroppslängd (huvud och bål) av 142 till 180 mm, en svanslängd av 172 till 250 mm och en vikt av 75 till 175 g. Den har 33 till 40 mm långa bakfötter och 20 till 29 mm stora öron. Den mjuka och täta pälsen har på ovansidan en gulbrun till rödbrun färg och undersidan är täckt av ljusgrå till vit päls. Kinderna, strupen och bröstet har en gulaktig färg. Huvudet kännetecknas av små ögon och avrundade bruna öron som är täckta av fina hår. De svarta morrhåren når lite bakom öronen när de böjs bakåt. Bakfötterna bär silvergråa eller svarta hår på ovansidan och de är breda. Den femte tån är nästan funktionslös.
Denna gnagare förekommer i Anderna från västra Venezuela till Bolivia. Arten vistas i regioner som ligger 1500 till 4000 meter över havet. Habitatet utgörs av bergskogar.
Födan utgörs av frukter från passionsblomssläktet och från andra växter, av frön, av insekter och av unga växtskott, bland annat av Aetheolaena patens och Dendrophorbium tipocochense. Enligt en studie sker fortplantningen i Ecuador under alla årstider men de flesta ungar föds under den torra perioden. I Peru registrerades dräktiga honor med 2 eller 3 embryon under september.
I begränsade regioner hotas beståndet av skogsröjningar. Hela populationen antas vara stor. IUCN kategoriserar arten globalt som livskraftig.